# Odermennige
Die Odermennige (Agrimonia) sind eine Pflanzengattung aus der Unterfamilie der Rosoideae innerhalb der Familie der Rosengewächse (Rosaceae).

## Beschreibung

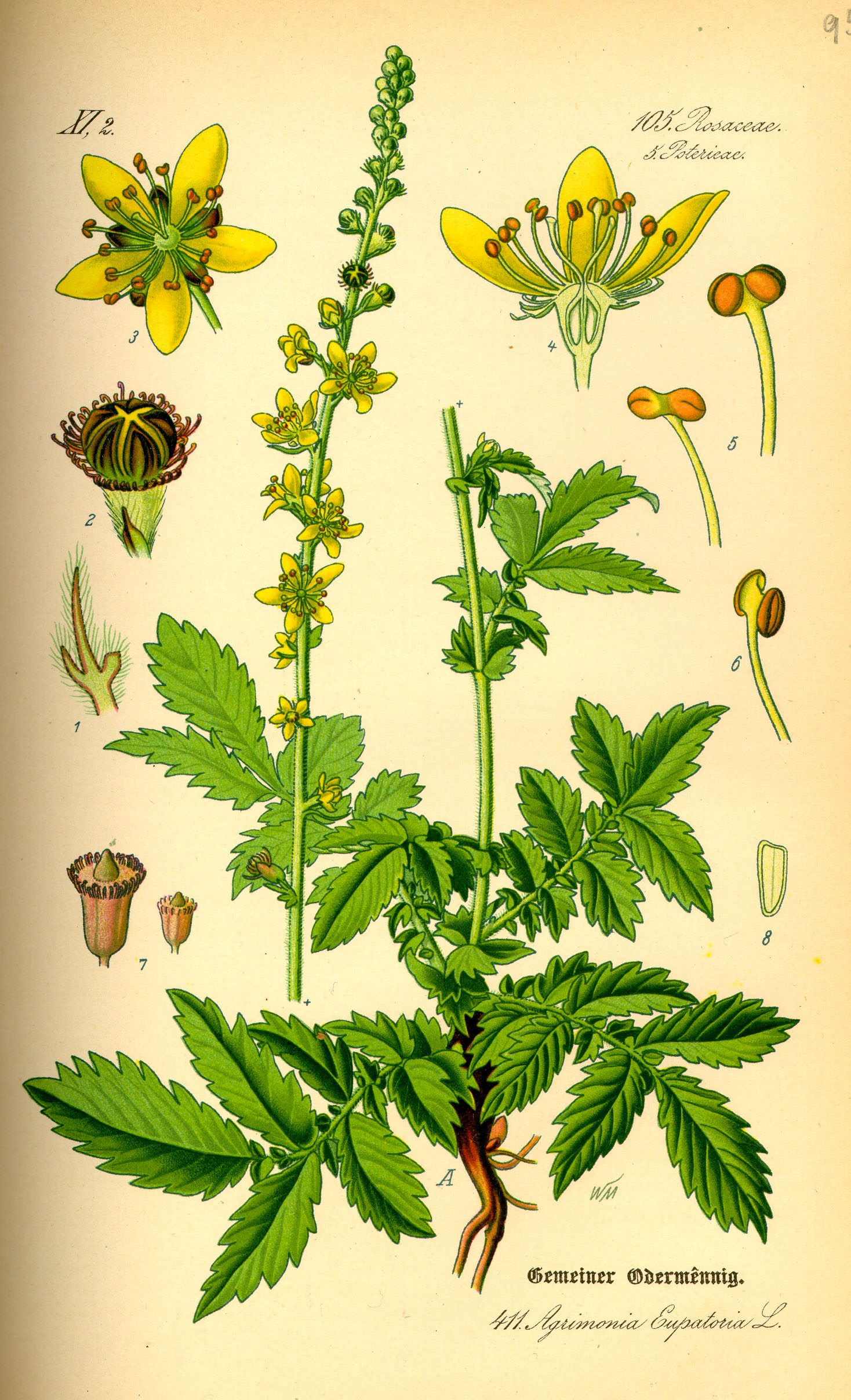
Illustration: Gewöhnlicher Odermennig (Agrimonia eupatoria)

Odermennig-Arten sind große, ausdauernde krautige Pflanzen, die aus einem Rhizom wachsen. Die Stängel sind behaart. Die wechselständigen, gestielten Laubblätter sind unpaarig gefiedert und bis zu 25 Zentimeter lang. Die Fiederblättchen sind gezähnt. Die untereinander unverwachsenen, großen Nebenblätter sind mit der Basis der Blattstieles verwachsen.
Die achsel- oder endständigen, meist unterbrochenen, traubigen Blütenstände enthalten meist viele Blüten. Dem Ansatz des Blütenstiels entspringen zwei gelappte Vorblätter. Die sehr kleinen, fünfzähligen, radiärsymmetrischen Blüten sind zwittrig. Der Blütenbecher wird an seinem Schlund fast geschlossen durch eine kuppelförmige, auf der Außenseite mit hakigen Stacheln besetzten Scheibe. Ein Außenkelch fehlt. Die fünf Kelchblätter liegen dachziegelartig übereinander und schließen sich nach dem Ende der Blütezeit über der werdenden Frucht. Die fünf Kronblätter sind meist gelb, selten weiß. Die Blüten weisen fünf bis zehn, selten bis zu zwanzig Staubblätter auf. Jede Blüte enthält zwei freie Fruchtblätter. Die Griffel sind fadenförmig.
Je Blüte entwickeln sich – eingeschlossen in den Kelch – meist zwei, manchmal nur eine Achäne mit dünnem, ledrigen Perikarp und Stacheln. Die Außenhaut der Samen ist häutig.
Die Chromosomenzahlen betragen 2n=28 oder 56, bei Hybriden 42.

## Verbreitung
Die Gattung Agrimonia ist in Europa und Asien weitverbreitet und dringt bis nach Sri Lanka und Java vor. Einige wenige Arten finden sich auch in Nordamerika bis Mexiko, eine in Haiti und einige wenige in Brasilien. Odermennige sind in manchen Ländern außerhalb ihres eigentlichen Verbreitungsgebietes Neophyten, so zum Beispiel in Südafrika.
Agrimonia ist in gemäßigten Zonen beheimatet, in den Tropen zieht sie sich in montane Höhenstufen zurück. Während manche Arten als „Unkräuter“ wachsen, findet sich die Mehrzahl zumeist in offener Vegetation.

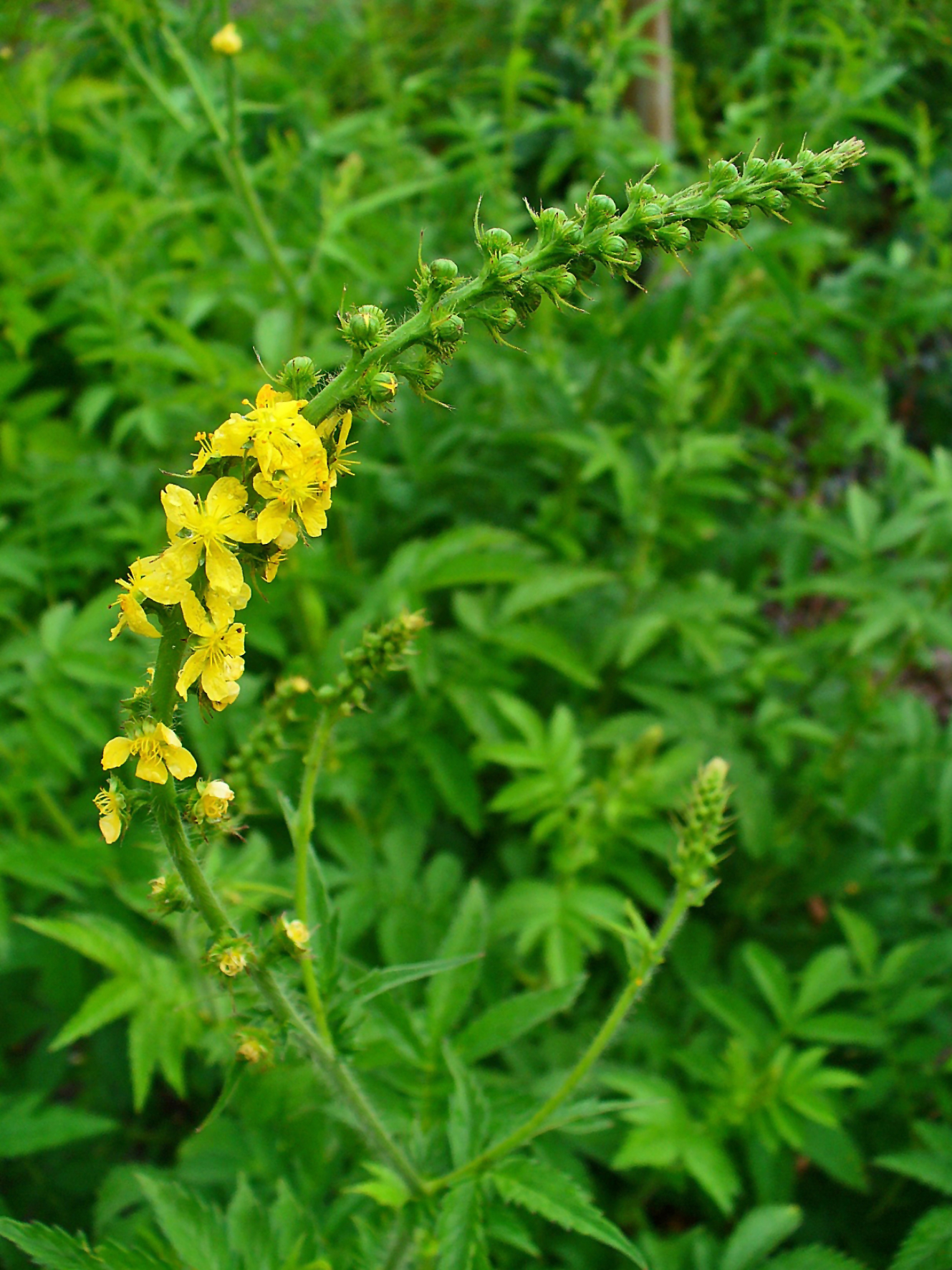
Großer Odermennig (Agrimonia procera), Blütenstand

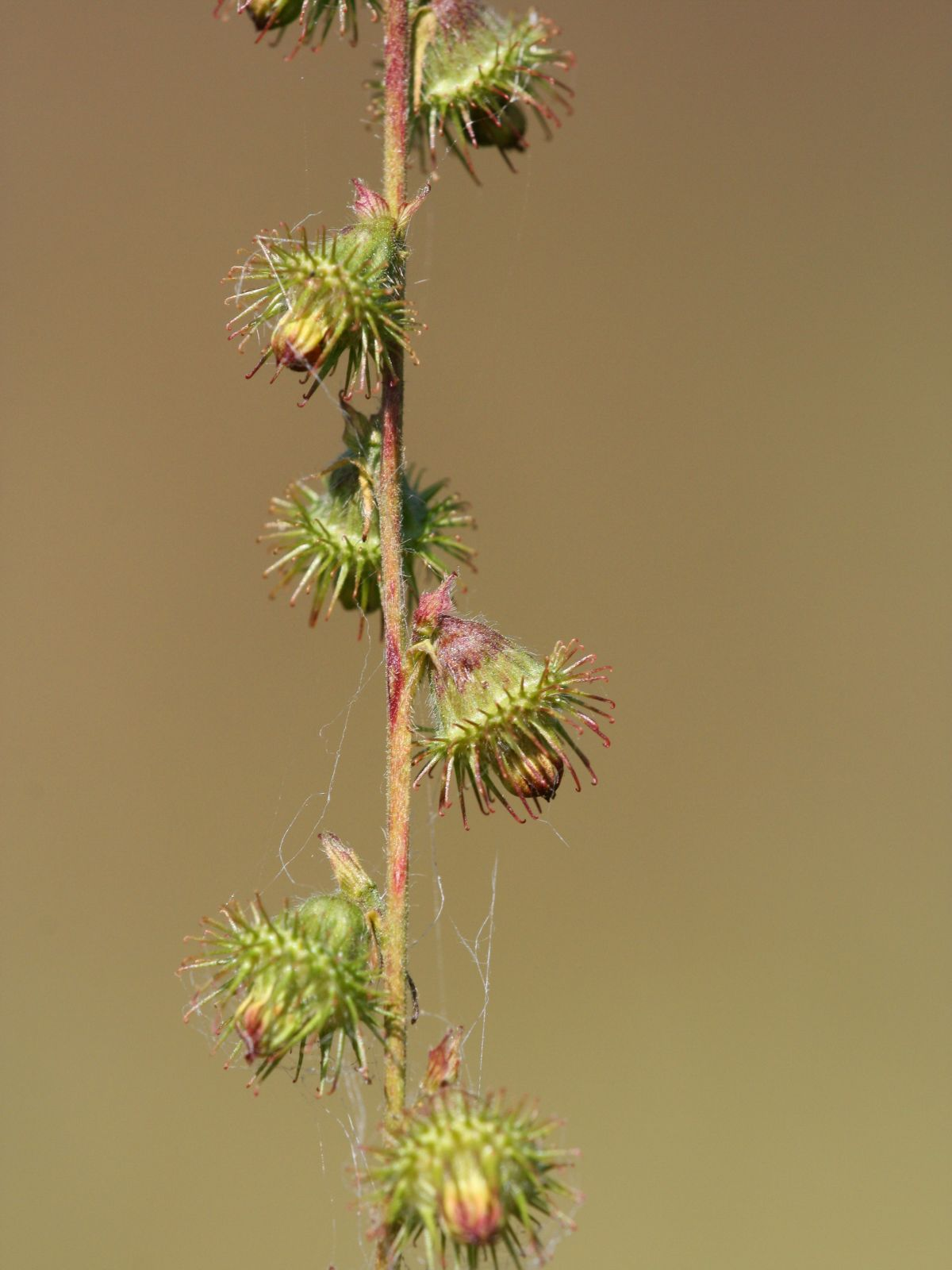
Früchte von Agrimonia procera

## Verwendung
Pflanzen der Gattung, insbesondere die Wurzel von Agrimonia eupatoria, wurde früher zum Gelbfärben von Wolle oder Baumwolle verwendet. Je später im Herbst diese Pflanze zum Färben geerntet wird, desto dunkler wird das Gelb. Die Lichtechtheit wird als mittel bezeichnet.
Einige Arten werden als Arzneipflanzen verwendet.

## Arten
Zur Gattung Agrimonia zählen etwa zehn bis 15 Arten, darunter:
- Agrimonia coreana Nakai: Sie kommt vom östlichen Russland über Japan und Korea bis in die chinesischen Provinzen Jilin, Liaoning, Shandong sowie Zhejiang vor.
- Gewöhnlicher Odermennig oder Kleiner Odermennig (Agrimonia eupatoria L.), Heimat: Europa, Asien, Nordafrika
- Agrimonia gryposepala Wallr.: Sie ist von Kalifornien bis ins östliche Nordamerika über die mexikanischen Berge (Chiapas) bis Guatemala verbreitet.
- Agrimonia incisa Torr. & A.Gray: Sie kommt nur in den südöstlichen USA vor.
- Agrimonia nipponica Koidz.: Sie kommt nur in Japan vor.
- Agrimonia parviflora Aiton: Sie ist im östlichen Nordamerika weitverbreitet.
- Agrimonia pilosa Ledeb.: Sie ist in Eurasien von Osteuropa, nördlichen Indien, Bhutan, Sikkim, Nepal, Myanmar, nördlichen Laos, nördlichen Thailand, in der Mongolei, Russland, ganz China, nördlichen Vietnam, Korea, Japan weitverbreitet.
- Großer Odermennig oder Wohlriechender Odermennig (Agrimonia procera Wallr.), Heimat: Europa
- Agrimonia pubescens Wallr.: Sie ist in Nordamerika verbreitet.
- Agrimonia repens L.: Die Heimat ist die Türkei sowie der Irak und sie ist in Europa eingebürgert.
- Agrimonia rostellata Wallr.: Die Heimat liegt in den USA.
- Agrimonia striata Michx.: Sie ist von Kalifornien bis ins östliche Nordamerika und die mexikanischen Berge verbreitet.

## Nachweise
- Li Chaoluan (Li Chao-luang), Hiroshi Ikeda, Hideaki Ohba: Agrimonia, S. 382 - textgleich online wie gedrucktes Werk, PDF 4,6 MB, In: Wu Zheng-yi & Peter H. Raven (Hrsg.): Flora of China, Volume 9 - Pittosporaceae through Connaraceae, Science Press und Missouri Botanical Garden Press, Beijing und St. Louis, 2003. ISBN 1-930723-14-8. (Abschnitte Beschreibung und Verbreitung)
- E. J. Mendes: Rosaceae in Flora Zambesiaca, Volume 4, Kew Publishing at the Royal Botanic Gardens Kew, 1978, Online.
- C. Kalkman: Rosaceae. In: Klaus Kubitzki (Hrsg.): The Families and Genera of Vascular Plants - Volume VI - Flowering Plants - Dicotyledons - Celastrales, Oxalidales, Rosales, Cornales, Ericales, 2004, S. 361–362, ISBN 978-3-540-06512-8